# Épître aux Philippiens
Pour les articles homonymes, voir PH.
L'Épître aux Philippiens est un livre du Nouveau Testament. Les textes qui en sont tirés portent la mention Ph.
Elle est envoyée probablement vers 61 après Jésus-Christ par l'apôtre Paul à l'Église de Philippes. Il l'écrivit pendant son premier emprisonnement à Rome.
Cette épître invite entre autres les chrétiens à vivre leur foi dans la joie comme en témoigne le verset : « Réjouissez-vous toujours dans le Seigneur ! Je le répète : réjouissez-vous ! » (Ph 4:4).

## Authenticité
Ce texte fait partie des sept épîtres reconnues comme authentiquement rédigées par Paul.

## Présentation et structure de l’épître
En raison de ses répétitions, on a parfois considéré que l’Épître aux Philippiens était l’assemblage de trois billets envoyés successivement par Paul à ses amis de Macédoine. Mais selon le professeur Philippe Rolland, l’unité de cette épître ne fait plus débat, et sa composition s’organise clairement en deux grandes parties qui progressent jusqu’à la conclusion.  

### Préambule et première série d'avis
Après des salutations et une action de grâces pour les chrétiens de Philippes (1, 1-11), Paul, contrairement à d’autres lettres, commence celle-ci en donnant des nouvelles de sa situation personnelle, preuve de son attachement particulier à l’église de Philippes (1, 12-26). Il rappelle qu'il se trouve « dans les liens », entre la vie et la mort, face aux intrigues de ses adversaires. Cette situation appelle des encouragements aux Philippiens (1, 27-2, 18) à tenir bon dans leur foi malgré les difficultés (1, 27-30), à rester unis (2, 1-2) et humbles, à l'image du Christ (2, 3-11), la persévérance dans leurs efforts étant un témoignage pour le monde et un motif de joie pour Paul (2, 12-18). 
Dans un intermède, il leur annonce son espoir de leur envoyer bientôt Timothée ; en attendant, il a décidé de leur envoyer Épaphrodite, afin, dit-il, que les chrétiens de Philippes se réjouissent et l’honorent (2, 19-30).

### Mise en garde de Paul et recommandations aux Philippiens (3, 1-4, 9)
Le deuxième ensemble commence par ces mots : « Je ne me lasse pas de vous répéter les mêmes choses, et pour vous cela est salutaire. » Réitérant donc les mêmes avis, Paul met en garde les Philippiens contre ses adversaires, ceux qui ne comptent que sur eux-mêmes, par l'application de prescriptions religieuses, pour se glorifier (3, 1-3), ceux qu’il appelle « les faux circoncis. » Paul témoigne que ce fut aussi son cas, lui « de la race d’Israël, Hébreu né d'Hébreux », mais sa rencontre avec Jésus-Christ lui a montré que seule la foi en Christ sauve (3, 4-11). Il n'a de cesse, depuis, de "courir" vers le but, le Christ (3, 12-16). Il les invite à l'imiter, plutôt que ceux qui sont ennemis de la croix du Christ, afin de rejoindre le Seigneur et d’être sanctifiés et conformés à sa gloire (3, 17-21).
Paul leur adresse des recommandations pratiques pour qu'ils restent fermes dans la foi : « Que tout ce qui est vrai, tout ce qui est honorable, tout ce qui est juste, tout ce qui est pur, tout ce qui est aimable, tout ce qui mérite l’approbation, tout ce qui est vertueux et digne de louange soit l’objet de vos pensées. » (4, 1-9). Enfin, dans un épilogue, il leur partage sa joie et les remercie pour leur soutien (4, 10-23).

## Le thème de l’Évangile
L’épître aux Philippiens accorde une place éminente au thème de l'évangile, pris à la fois dans le sens actif d’évangélisation et dans le sens objectif de message chrétien adressé aux juifs et aux païens. Les agents de cet évangile sont d’abord Paul lui-même, mais aussi tous ses collaborateurs, entre autres les « compagnons d’œuvre et de combat » dont les noms sont mentionnés dans cette épître : Timothée, Épaphrodite, et Clément, ainsi que deux femmes, Évodie et Syntyché ; la situation de captivité dans laquelle Paul se trouve « a plutôt contribué aux progrès de l’Évangile », dit-il (1, 12-14). Cette communauté a pour devoir de recevoir l’évangile, de croire et d’en faire la norme de sa vie (1, 27) ; par sa vie chrétienne, elle porte un témoignage existentiel (2, 14-16). La communauté est aussi active par délégation, comme on le voit par le rôle dévolu à Épaphrodite qui a récemment apporté une aide financière à l’apôtre, après les secours répétés que Paul avait reçus à Thessalonique et après son départ de Macédoine. Cet engagement missionnaire apporte un affermissement du témoignage du Christ ; pour tenir ferme face aux adversaires, Paul établit un lien entre la souffrance et la grâce de Dieu. Par leur participation à l’évangélisation, les Philippiens participent à la même grâce apostolique que Paul, ils sont co-responsables de cette mission, en grec ancien : συγκοινωνούς (1, 7).

## Versets marquants
Ph 2.8-11 : « Il [le Christ] s'est abaissé, devenant obéissant jusqu'à la mort, et à la mort sur une croix.
C'est pourquoi Dieu l'a souverainement élevé et lui a conféré le Nom qui est au-dessus de tout nom,
afin qu'au Nom de Jésus tout genou fléchisse, dans les cieux, sur la terre et en enfer,
et que toute langue confesse que le Seigneur, c'est Jésus Christ. »
Ph 2.14-16 : « Agissez en tout sans murmures ni réticences, afin d'être sans reproche et sans compromission, enfants de Dieu sans tache au milieu d'une génération dévoyée et pervertie, où vous apparaissez comme des sources de lumière dans le monde, vous qui portez la parole de vie. »
Ph 4.6-8 : « Ne vous inquiétez de rien, mais en toute chose faites connaître vos besoins à Dieu par des prières et des supplications, dans une attitude de reconnaissance. Et la paix de Dieu, qui dépasse tout ce que l’on peut comprendre, gardera votre cœur et vos pensées en Jésus-Christ. Enfin, frères et sœurs, portez vos pensées sur tout ce qui est vrai, tout ce qui est honorable, tout ce qui est juste, tout ce qui est pur, tout ce qui est digne d'être aimé, tout ce qui mérite l'approbation, ce qui est synonyme de qualité morale et ce qui est digne de louange. »